# Morimopsis lacrymans
Morimopsis lacrymans är en skalbaggsart som beskrevs av Thomson 1857. Morimopsis lacrymans ingår i släktet Morimopsis och familjen långhorningar. Inga underarter finns listade i Catalogue of Life.